# Axel Reitz

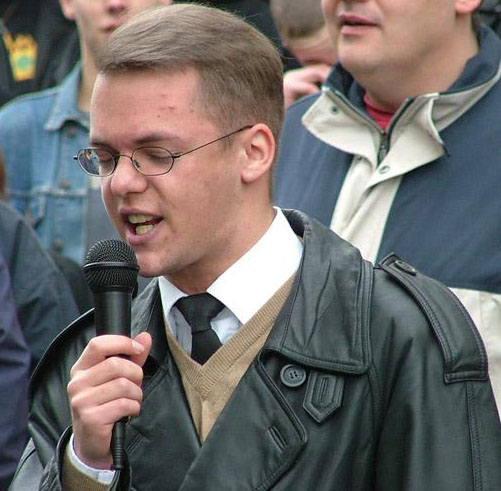
Axel Reitz als Redner auf einer Kundgebung im April 2005 in Essen

Axel Wolfgang Reitz (* 10. Januar 1983 in Dormagen) war bis zu deren Verbot Führungskader der Kölner „Kameradschaft Walter Spangenberg“, Aktivist im Kampfbund Deutscher Sozialisten und Mitglied der NPD sowie ihrer Jugendorganisation Junge Nationaldemokraten. In diesem Zusammenhang trat er häufig als Anmelder und Redner bei Demonstrationen auf.
Im Zuge des Prozesses um das Aktionsbüro Mittelrhein gab Reitz öffentlich seinen Rückzug aus der Szene und die Einstellung aller politischen Aktivitäten bekannt; außerdem wandte er sich an ein staatliches Aussteigerprogramm. Seit November 2020 ist Reitz Referent beim Verein Extremislos e. V., der Aufklärungsarbeit gegen politischen sowie religiösen Extremismus betreibt. Geschäftsführer des Vereins ist sein Partner Philip Schlaffer, mit welchem er auch als YouTuber aktiv ist.

## Leben

### Kindheit, Jugend und Einstieg in die Neonaziszene
Reitz wuchs in einem bürgerlichen Elternhaus in Fliesteden, einem Ortsteil von Bergheim, auf. Im Zuge eines Schulprojekts, bei dem er eine Präsentation über nicht im Bundestag vertretene Parteien hielt, kam es zu Meinungsverschiedenheiten mit seiner Politiklehrerin, die eine Diskussion über die Programme damals existierender Parteien des extrem rechten Spektrums (NPD, DVU, Die Republikaner) verweigerte. Im Alter von 13 Jahren nahm Reitz, der eine kurze Zeit lang Mitglied der Jungen Union war, schließlich Kontakt zur NPD auf und wurde einige Zeit darauf selbst Mitglied der Partei und ihrer Jugendorganisation Junge Nationaldemokraten. Zusammen mit Siegfried Lutz gründete er die Kameradschaft Köln, die später nach einem ermordeten SA-Mann in Kameradschaft Walter Spangenberg umbenannt wurde. Nach dem Tod Lutz’ im Jahr 1999 übernahm er im Alter von 16 Jahren die alleinige Führung der Organisation.
Zeitgleich wurde Reitz im rechtsextremistischen Kampfbund Deutscher Sozialisten (KDS) aktiv, einer Vereinigung, die eine Querfront-Strategie vertrat. Der KDS baute über die irakische Botschaft Kontakte zum Regime Saddam Husseins auf, den Reitz lobend als „orientalische Variante Adolf Hitlers“ bezeichnete. Laut dem Rechtsextremismusforscher Richard Gebhardt war Reitz zudem Mitinitiator des Aktionsbüros Westdeutschland.
Reitz’ Aktivitäten im rechtsextremen Milieu stießen auf starke Ablehnung seiner Eltern, die ihn im Alter von 16 Jahren aus dem Haus warfen. Er wohnte daraufhin in einer eigenen Wohnung und verließ die Realschule in der 10. Klasse mit einem Hauptschulabschluss; absolvierte danach jedoch keine Berufsausbildung. Nachdem er sich einige Zeit mit Gelegenheitsjobs finanzierte, lebte er schließlich von Arbeitslosengeld II. Gegenüber dem Kölner Stadt-Anzeiger äußerte sich Reitz dahingehend, er sei „arbeits-, aber nicht beschäftigungslos“ und bezeichnete sich selbst als „Berufsdemonstranten“.

### Politische Ansichten und Aktivitäten

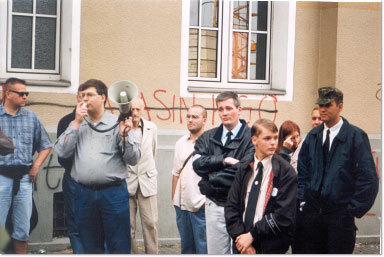
Axel Reitz (Zweiter von rechts vorne)

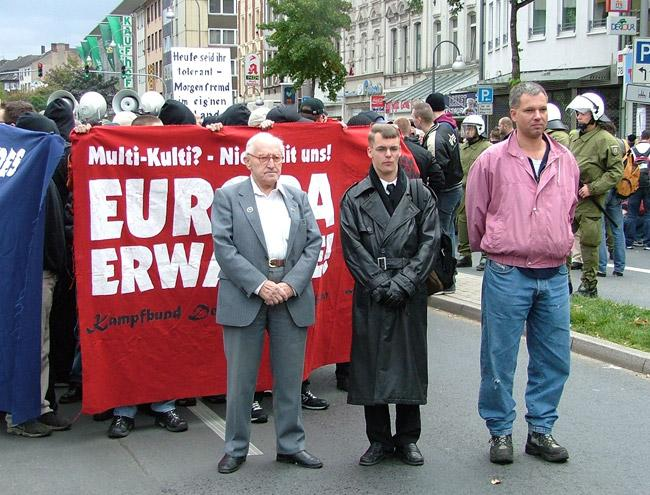
Riehs, Reitz und Worch 2004 in Köln

Reitz galt als Netzwerker und verfügte über Kontakte zu zahlreichen Funktionären der Szene. Bei vielen Demonstrationen, die er häufig selbst organisiert und anmeldete, trat er gemeinsam mit dem bundesweit bekannten Aktivisten Christian Worch auf, der ihn protegierte. Bei der Bundestagswahl 2009 wurde er im Bundestagswahlkreis Erftkreis I als parteiloser Kandidat von der NPD aufgestellt und erhielt 1,5 % der Erststimmen.
Öffentlich trat Reitz meist in einem langen schwarzen Ledermantel auf, den er bei fast allen Demonstrationen trug und eine Anlehnung an die Uniform der SA in der Zeit des Nationalsozialismus darstellte. Medienvertreter gaben ihm aufgrund dessen und in Zusammenhang mit seinem von NS-Größen wie Joseph Goebbels beeinflussten Redestil Beinamen wie Führer von Köln oder auch Hitler von Köln, was Reitz selbst ablehnte. Er sah sich selbst in der Tradition der Gebrüder Otto und Gregor Strasser sowie Ernst Röhms, des Chefs der SA bis 1934. Dieser „linke“ Flügel der NSDAP vertrat einen strengen Antikapitalismus und war sozialrevolutionär ausgerichtet.
Der seit 1989 für den nordrhein-westfälischen Verfassungsschutz tätige V-Mann J. D. H. war auf Reitz angesetzt worden.

### Konflikte mit dem Gesetz

#### Verurteilungen
Bereits als 14-Jähriger wurde Reitz von einem Richter wegen Verbreitens von Propagandamitteln verfassungswidriger Organisationen verwarnt, nachdem er Aufkleber mit Hakenkreuzen verteilt hatte. Es folgten weitere Bestrafungen wegen Verwendens von Kennzeichen verfassungswidriger Organisationen und Diebstahl.
Durch Urteil des Landgerichts Bochum vom 9. September 2005 wurde Reitz wegen Volksverhetzung zu einer Freiheitsstrafe von einem Jahr und neun Monaten verurteilt, weil er auf einer Kundgebung antisemitisch gegen den Bau einer Synagoge agitiert hatte. Da aufgrund des Schuldspruchs eine vorherige Bewährungsstrafe von einem Jahr wegen Verstoßes gegen das Versammlungsgesetz (Uniformverbot) widerrufen wurde, erhöhte sich die Haftdauer auf insgesamt zwei Jahre und neun Monate. Nach Verbüßung von zwei Dritteln der Haft wurde der Strafrest zur Bewährung ausgesetzt und Reitz wurde im April 2008 aus der Haft entlassen.
Am 13. März 2012 wurde Reitz erneut inhaftiert, da er das von der Staatsanwaltschaft Koblenz als kriminelle Vereinigung eingestufte Aktionsbüro Mittelrhein unterstützt haben soll. Knapp zwei Monate später wurde er aus der Untersuchungshaft entlassen.

#### Äußerungen
Reitz bekundete in seiner Jugend, auf dieser Erde alleine Adolf Hitler zu glauben, und zitierte den NSDAP-Funktionär Robert Ley (1937):

„Wir glauben, daß der Nationalsozialismus der allein seligmachende Glaube für unser Volk ist. Wir glauben, dass es einen Herrgott im Himmel gibt, der uns geschaffen hat […]. Und wir glauben, dass dieser Herrgott uns Adolf Hitler gesandt hat, damit Deutschland für alle Ewigkeit ein Fundament werde. Heil Hitler.“

Als 16-Jähriger äußerte er im Rahmen eines Kampftags gegen die Reaktion:

„Diejenigen, die uns über Jahre hinweg bekämpft haben, uns aus der Arbeit gedrängt und ins Gefängnis gebracht haben, die werden eines Tages auf den Marktplatz gestellt und erschossen.“

### Haft, Aussagen und Ausstieg aus dem Extremismus
Im Zuge des Prozesses gegen mutmaßliche Mitglieder und Unterstützer des Aktionsbüro Mittelrhein (AB Mittelrhein) wurde Reitz der Bildung einer kriminellen Vereinigung mit angeklagt, woraufhin er im März 2012 in Untersuchungshaft kam. Nach Ende der Haftzeit wurde im Mai 2012 die „Kameradschaft Walter Spangenberg“ durch den nordrhein-westfälischen Innenminister Ralf Jäger verboten. Anfang März 2013 ließ Reitz während des Prozesses durch seinen Anwalt mitteilen, dass er seine politischen Aktivitäten eingestellt habe und auch nicht wieder aufzunehmen beabsichtige, da er sich damit in eine „politische und persönliche Sackgasse“ begeben habe. Er nahm Kontakt zum Aussteigerprogramm des nordrhein-westfälischen Innenministeriums auf.
Nach seinem Ausstieg aus der Szene war Reitz eigenen Angaben zufolge aufgrund von Aussagen gegenüber den Behörden Anfeindungen seitens der Neonaziszene ausgesetzt und werde als Verräter und, in Anlehnung an seinen früheren Beinamen, als „Judas von Köln“ bezeichnet. Dies gipfelte in unterschwelligen Vergeltungsdrohungen gegen ihn. Der AB-Mittelrhein-Prozess endete im Jahr 2019 nach mehrfacher Unterbrechung mit der Einstellung des Verfahrens.

### Aktivitäten seit 2016

#### Verhältnis zur AfD
In einem am 16. Februar 2016 veröffentlichten Beitrag im neurechten Online-Magazin Blaue Narzisse berichtet Axel Reitz über seinen gescheiterten Versuch im Jahr 2013, der Partei Alternative für Deutschland beizutreten, die Reitz als konservativ und „gemäßigt rechts“ bezeichnete. Von seinen „totalitären, freiheitsfeindlichen und extremistischen Gedankengängen“ habe er sich hingegen „emanzipieren und letztlich lossagen“ können. Der Landesverband Nordrhein-Westfalen der AfD lehnte den Aufnahmeantrag Reitz’ zum damaligen Zeitpunkt ab.
Im Jahr 2020 ergänzte Reitz seine Aussage zur AfD in einem Interview mit dem Aussteiger Philip Schlaffer (Extremislos e. V.) und einem Interview mit der Rheinischen Post dahingehend, dass ihm die Partei und insbesondere Der Flügel zu weit nach rechts gerückt seien. Mittlerweile bezeichnet sich Reitz selbst als politisch liberal-konservativ stehend.

#### Aktivitäten mit Philip Schlaffer
Reitz ist seit November 2020 Referent bei Extremislos e. V. und gibt über seinen Ausstieg aus der Szene Vorträge; so wird er auf einer Facebook-Seite der Jungen Liberalen Westfalen als Redner geführt. Nebenbei betreibt er den Youtube-Kanal Der Reitz-Effekt, der sich der Aufklärungsarbeit gegen Extremismus widmet, und mit dem Neonazi-Aussteiger Philip Schlaffer dessen Kanal EX – Rechte Rotlicht Rocker – Philip Schlaffer (136.000 Abonnenten – Stand 06/2024).
2023 erschien mit Ich war der Hitler von Köln über den FinanzBuch Verlag eine Autobiographie, in der Reitz seinen Einstieg und seine Tätigkeiten im Rechtsextremismus behandelt.
Auf arte trat er 2025 als Zeitzeuge und Sachverständiger auf.

## Filme
- Peter Schran: Nebenan der braune Sumpf – Neonazis, ihre Mitläufer und Drahtzieher. 2005
- Danny Krausz: Verschwörungswelten: Episode 3 – QAnon – Das große Erwachen. Österreichischer Rundfunk (ORF), 2021